# Pierre Roos

Allan Pierre Roos, född 1 juli 1974 i Mora, är en tidigare svensk bandyspelare som spelat för Sirius BK där han även var lagkapten. Han har representerat Sirius sedan hösten 2005. Hans position är försvar/mittfält. Tidigare klubbar som han representerat är Västerås SK och Falu BS.

## Meriter
- Svensk mästare 1994, 1996, 1998, 1999, 2001
- Andra plats i svenska mästerskapen 1997, 2002
- Mästare World cup i bandy  1994, 1997, 2000
- Andra plats i world cup i bandy 1995, 1998

## Privatliv
Pierre är gift med Åsa Roos sedan 2015